# Уранізм
Уранізм — термін дев'ятнадцятого століття, що спочатку описує чоловіків із «жіночою психікою в чоловічому тілі», яких сексуально приваблюють чоловіки, а згодом поширений до поняття гомосексуальності в цілому. Часто вживається для позначення чоловічої гомосексуальності як статевого збочення, зокрема в тоталітарній радянській медичній літературі й полеміці ряду ортодоксальних релігійних діячів. У сучасній медицині та психології термін вважається застарілим і неприйнятним.

## Етимологія

### Діалоги Платона
Термін має походження в діалогах Платона, де Афродіта Уранія («небесна») насолоджувалася заступницьким коханням двох чоловіків. В «Бенкеті» у своїй промові Павсаній каже, що існують дві Афродіти — «старша, що без матері, дочка Урана, яку ми і називаємо тому небесною, і молодша, дочка Діони і Зевса, яку ми іменуємо вульгарною»:
 Ерот Афродіти вульгарної воістину вульгарний і здатний на що завгодно; це саме та любов, якою люблять люди нікчемні. А такі люди люблять, по-перше, жінок не менше, аніж юнаків; по-друге, вони люблять своїх коханих більше заради їхнього тіла, чим заради душі, і, нарешті, люблять вони тих, хто дурніший, піклуючись тільки про те, щоб домогтися свого, і не замислюючись, чи це прекрасно. Ось чому вони і здатні на що завгодно — на хороше і на погане в однаковій мірі. Адже йде ця любов як би там не було, від богині, яка не тільки набагато молодше іншої, а й за своїм походженням причетна і до жіночої і до чоловічої першооснови. 
 Ерот же Афродіти небесної сходить до богині, яка, по-перше, причетна тільки до чоловічої першооснови, але ніяк не до жіночої, — недарма це любов до юнаків, а, по-друге, вона старша і їй чужа злочинна зухвалість. Ось тому одержимі таким коханням звертаються до чоловічої статі, віддаючи перевагу тому, що сильніше від природи і наділено великим розумом. Але і серед любителів хлопчиків можна впізнати тих, ким рухає тільки така любов. Бо люблять вони не малолітніх, а тих, у кого уже виявився розум, а розум з'являється звичайно з першим пушком. 
Деякі джерела вказують, що слово походить від імені грецького бога Урана, інші трактують можливість прямого словотвору від грецького «оураніус» — «духовний» або від латинського «uranus» — «небеса».

### Карл Генріх Ульріхс і його теорія

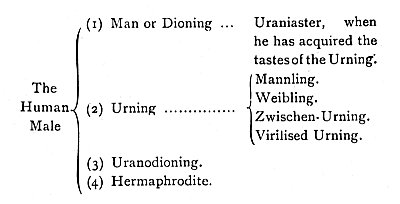
Класифікація уранізму за Ульріхсом

Вважається, що термін «уранізм» вперше запропонував німецький адвокат і громадський діяч Карл Генріх Ульріхс (гомосексуал) в серії книг «Дослідження загадки любові між чоловіками» (нім. Forschungen über das Räthsel der mannmännlichen Liebe), написаній в 1864–1865 роках. Він розробив складну потрійну класифікацію для розуміння сексуальної та гендерної розбіжності: сексуальна орієнтація (ваблення до чоловіків, бісексуали, ваблені до жінок), переважна сексуальна поведінка (пасивні, без переваг, активні), а також гендерні характеристики (жіночий, середній, або чоловічий).
Ульріхс вважав, що гомосексуали не є ані чоловіками, ані жінками, а представляють із себе третю стать. Таких людей він іменував «уранами» або «урнінгами» (Urning), причому вважав, що кохання «уранів» більш піднесене, ніж кохання між чоловіком і жінкою.
Ульріхс вважав, що уранізм є вродженою властивістю людини, і стверджував, що тому гомосексуали не повинні залучатися до кримінальної відповідальності. Виступаючи на конгресі німецьких юристів, він заявив, що антигомосексуальне законодавство має бути скасовано. За створення «Союзу ураністів» Ульріхс був ув'язнений на два роки.
Теоретичні побудови Ульріхса відрізнялися від поглядів інших вчених-сучасників тим, що він, обігнавши свій час, зрозмуів, що гомосексуальність є різновидом норми, а не патологією.

## Цікаві факти
- Деякі джерела вказують на те, що можливо найменування гомосексуалів в розмовній мові «блакитними» пішло від буквального перекладу ураністів як «прихильників небесного кохання».
- Деякі англомовні джерела заперечують запозичення терміна з німецької мови, безпосередньо посилаючись на діалоги Платона.
- У вікторіанську епоху у Великій Британії з'явилося явище «уранскої поезії»(англ.)[en], пов'язане з творчістю цілого ряду поетів-гомосексуалів.